# Tour della nazionale maschile di rugby a 15 della Francia 2006
Nel periodo tra le edizioni della Coppa del Mondo di rugby del 2003 e del 2007, la nazionale di rugby a 15 della Francia si è recata varie volte in tour oltremare.
Nel 2006, la Francia si reca prima in Romania (facile successo) quindi vola a Città del Capo dove ottiene la vittoria più importante dell'anno, interrompendo la serie di vittorie casalinghe consecutive (13) degli Springboks. Eroe della partita è Vincent Clerc autore delle due decisive mete nel secondo tempo.
| Bucarest 24 giugno 2006 | Romania | 12 – 64 | Francia | Dinamo Stadion |

| Città del Capo 24 giugno 2006 | Sudafrica | 26 – 36 | Francia | Newlands Stadium |